# Nógrádkövesd
Nógrádkövesd là một thị trấn thuộc hạt Nógrád, Hungary. Thị trấn này có diện tích 8,8 km², dân số năm 2010 là 686 người, mật độ 78 người/km².